# Ligue Francophone Belge de Badminton
Ligue Francophone Belge de Badminton is de Franstalige helft van de Belgische Badminton Federatie. Het doel van de Ligue Francophone Belge de Badminton is het bevorderen van de organisatie van de badmintonsport in de Waalse gemeenschap. Onder andere door het organiseren van toernooien, maar ook door middel van het begeleiden van de bij de vereniging aangesloten badmintonclubs wordt er getracht badminton een populairdere sport te maken in Wallonië.
De huidige president van Ligue Francophone Belge de Badminton is de Waalse Gilles Laguesse, met als vicepresident Anouk Colbrant en Damien Maquet.

## Toernooien
Toernooien die worden georganiseerd door LFBB zijn de Waalse Kampioenschappen en het Belgian Badminton A-Cicruit. Het BBAC wordt samen met de Vlaamse bond georganiseerd. Ook valt de organisatie van de Waalse competitie onder de taken waarmee Ligue Francophone Belge de Badminton is belast.